# (32821) Posch
1991 RC3 (asteroide 32821) é um asteroide da cintura principal. Possui uma excentricidade de 0.12171060 e uma inclinação de 4.09687º.
Este asteroide foi descoberto no dia 9 de setembro de 1991 por Freimut Börngen e Lutz D. Schmadel em Tautenburg.